# 미야모토 야스코
미야모토 야스코(宮本靖子, 1994년 9월 3일 ~ )는 자유형을 주종목으로 하는 일본의 수영 선수이다. 2014년 인천 아시안 게임 여자 자유형 200m와 400m릴레이 종목에 출전했다.